# Estudis dels mitjans de comunicació de massa

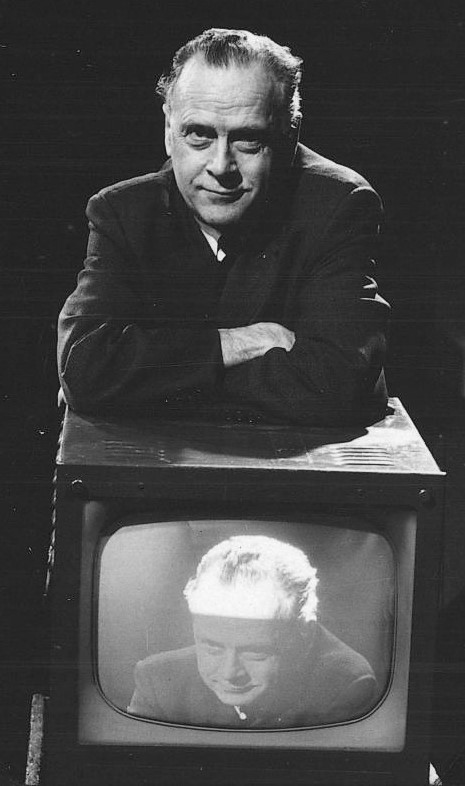
Marshall McLuhan és considerat el pare dels estudis dels mitjans de comunicació de massa. La seva frase més coneguda és "el mitjà és el missatge".

Els estudis dels mitjans de comunicació és un camp d'estudi que s'ocupa del contingut, la història i els efectes de diversos mitjans de comunicació; en particular, dels mitjans de comunicació de massa (en anglès, mass media). Els estudis de mitjans de comunicació poden recórrer a les tradicions de les ciències socials i les humanitats, però sobretot a les disciplines bàsiques de la comunicació de masses, la comunicació, les ciències de la comunicació i dels estudis de comunicació. Els investigadors també poden desenvolupar i utilitzar teories i mètodes de diverses disciplines, inclosos els estudis culturals, la retòrica (incloent-hi la retòrica digital), la filosofia, la teoria literària, la psicologia, les ciències polítiques, l'economia política, l'economia, la sociologia, l'antropologia, la teoria social, la història i crítica de l'art, la teoria cinematogràfica, la teoria feminista i la teoria de la informació.

## Desenvolupament
L'antic sacerdot i educador nord-americà, John Culkin, va ser un dels primers defensors de la implementació del currículum d'estudis dels mitjans a les escoles. Creia que els estudiants havien de ser capaços d'escrutar els mitjans de comunicació i valorava l'aplicació de les tècniques de comunicació modernes dins del sistema educatiu.  El 1975, Culkin va presentar el primer programa de màster en estudis de mitjans als EUA, on des de llavors s'han graduat més de 2.000 estudiants.
Culkin també va ser el responsable de portar el seu col·lega i estudiós dels mitjans de comunicació, Marshall McLuhan, a la Universitat de Fordham i, posteriorment, va fundar el Center for Understanding Media, que es va convertir en el programa New School.  Ambdós educadors són reconeguts com a pioners en la disciplina, a qui se'ls atribueix l'habilitació del currículum d'estudis dels mitjans de comunicació dins del sistema educatiu.

### Escola de Chicago[4][5]
Tot i que encara no s'anomenava com a tal, les arrels dels estudis de mitjans de comunicació es troben en l'escola de Chicago i en pensadors com John Dewey, Charles Horton Cooley i George Herbert Mead. Aquests autors van situar la societat estatunidenca en la cúspide d'un canvi social positiu cap a la democràcia pura. Mead argumenta que perquè existeixi una societat ideal, s'ha d'haver desenvolupat una forma de comunicació que permeti a cada individu apreciar les actituds, punts de vista i posicions diferents dels altres, i que alhora li permeti ser entès pels altres. Mead creu que aquest «nou mitjà» permetria als éssers humans simpatitzar amb els altres i que, per tant, es mouria cap a un «ideal de societat humana». On Mead veu una societat ideal, Dewey l'anomena la «gran comunitat» i, a més, defensa la suposició que els éssers humans són prou intel·ligents per autogovernar-se, i que aquest coneixement és «una funció d'associació i comunicació». De manera similar, Cooley afirma que la comunicació política fa que sigui possible l'opinió pública, que al seu torn promou la democràcia. Cadascun d'aquests autors representen l'atenció de l'escola de Chicago a la comunicació electrònica com un facilitador de la democràcia, la seva fe en l'electorat informat, i el seu enfocament en l'individu enfront de la massa.

### Estudis de propaganda
A cavall de la primera i la segona guerra mundial, l'Institut d'Anàlisi Propaganda (Institute for Propaganda Analysis) va agafar importància amb poc temps. La seva definició de la propaganda era «l'expressió d'opinió o acció dels individus o grups dissenyada deliberadament per influir en l'opinió o accions d'altres individus o grups amb referència a fins predeterminats». Harold Lasswell, que va treballar sota el paradigma de l'escola de Chicago, va escriure Propaganda Technique in the World War, on inclogué aquesta definició de propaganda: «la propaganda en el sentit més ampli és la tècnica d'influir en l'acció humana mitjançant la manipulació de les representacions. Aquestes representacions es poden prendre per mitjà oral, escrit, pictòric o musical». Aquestes definicions de propaganda mostren clarament que es tractava d'una escola de pensament que es va centrar en els efectes dels mitjans, ja que posa en relleu la influència que els mitjans de comunicació podrien tenir sobre les seves audiències, actituds i accions.
Els experiments realitzats per la secció experimental de la branca d'investigació de la Divisió d'Informació i Educació del Departament de Guerra dels Estats Units encarnen aquesta escola primerenca d'estudis dels efectes dels mitjans. En ells, es van observar els efectes de diverses pel·lícules propagandístiques bèl·liques estatunidenques.
Els actuals estudis de la propaganda s'apliquen en molts camps més de la política. Herman descriu un model de propaganda com «un model del comportament i desenvolupament dels mitjans, no dels efectes dels mitjans». Argumenta que «són negocis amb ànims de lucre, propietat de gent molt rica (o altres empreses); i que són finançats en gran part pels anunciants que també són entitats amb ànim de lucre, i que volen que els seus anuncis apareguin en un entorn de vendes favorable». També va presentar «cinc factors: la propietat, la publicitat, el proveïment, la crítica i l'obra d'ideologia anticomunista com a filtre a través del qual ha de passar la informació, i que de forma individual, i sovint de forma acumulativa, influeixen en gran manera les opcions de mitjans de comunicació». Fins al moment, no hi ha una conclusió sobre la propaganda i el debat continua obert.

### Escola de Frankfurt i la teoria crítica[19]
Representada per les orientacions filosòfiques i teòriques de Max Horkheimer, Theodor Adorno, Walter Benjamin, Leo Löwenthal i Herbert Marcuse, l'escola de Frankfurt va contribuir en gran manera al desenvolupament i l'aplicació de la teoria crítica en els estudis dels mitjans de comunicació. La seva crítica marxista dels mitjans impulsats pel mercat va posar el focus en la seva atomització i els efectes d'anivellament.
L'escola de Frankfurt també va lamentar els efectes de la «indústria cultural» a la producció i apreciació de l'art. Per exemple, a A Social Critique of Radio Music, Adorno afirma: «... La música ha deixat de ser una força humana i es consumeix com a producte d'altres consumidors. Això produeix el "sentir mercaderia"... L'oient suspèn tota activitat intel·lectual».
Així com l'escola de Frankfurt va queixar-se dels efectes de la «indústria cultural», també va començar a identificar la cultura de masses i l'alta cultura com a dues entitats diferents. Autors com Benjamin (1936) i Adorno (1945) es poden atribuir amb el que finalment seria conegut com la cultura popular i l'alta cultura. La seva distinció limitada equipara la producció original amb el comportament ritualista, en comparació amb la cultura de masses que troba els seus símbols identificatius en les reproduccions. Aquestes reproduccions són monòtones i mancades de definició i originalitat.

### Influència dels mitjans
El darrer paradigma en els estudis dels mitjans de comunicació des de la segona guerra mundial s'ha associat amb les idees, mètodes i conclusions de Paul Lazarsfeld i la seva escola: els estudis dels efectes dels mitjans. Els seus estudis es van centrar a mesurar a curt termini els «efectes» dels mitjans de comunicació al comportament dels lectors i van arribar a la conclusió que els mitjans de comunicació tenen una influència limitada en l'opinió pública. El model d'«efectes limitats» de Lazarsfeld i dels seus companys de la Universitat de Colúmbia va tenir molta influència en el desenvolupament dels estudis de mitjans. El model assegura que els mitjans de comunicació tenen «efectes limitats» en l'orientació del vot. Més aviat, els votants s'influencien a través del model «de flux de doble pas», segons el qual els missatges dels mitjans de comunicació es difonen a través de la interacció personal amb els «líders d'opinió».
La teoria d'efectes limitats fou tan influent que la qüestió dels «efectes» dels mitjans en la política va quedar en gran manera sense resoldre fins a la fi dels anys 1960. Eventualment, els estudiosos de comunicació de masses van començar a estudiar de nou el comportament polític i es va posar en qüestió el model d'efectes limitats.
Bernard Luskin estableix una relació entre la psicologia i l'estudi dels efectes dels mitjans. El seu treball inclou la identificació de les implicacions de les teories com l'atenció, la persuasió, el control, el color, el so, entre d'altres, com a necessàries per comprendre l'estudi dels efectes dels mitjans. Luskin és el fundador del primer programa de màster i de doctorat en psicologia dels mitjans i el programa de doctor en educació en estudis dels mitjans. Els programes inicials es van iniciar a la Universitat Fielding i actualment hi ha diversos programes arreu del món.

### Teoria d'usos i gratificacions
Com a resposta a l'èmfasi sobre els efectes dels mitjans, a la dècada de 1970 els investigadors es van interessar en com el públic dona sentit als textos dels mitjans. El model d'usos i gratificacions, associat amb Jay Blumler i Elihu Katz, reflecteix aquest creixent interès en el «públic actiu». Hodge i Tripp, i Palmer per separat, van realitzar un exemple d'aquest tipus de recerca sobre com els estudiants percebien la sèrie de televisió australiana Prisoner. Van concloure que els joves podien identificar-se amb els presos: estaven «tancats a casa», separats dels seus amics, no serien allà si no s'ho haguessin merescut, etc. A més, els nens podien comparar els funcionaris de presons amb els seus professors: «el vell amargat, el novell, el que pots superar, ...». John Fiske ho resumeix així: «Els estudiants agreguen els significats del programa a la seva experiència social de l'escola, de manera que dona sentit a tots dos significats: els significats de l'escola i els significats de Prisoner s'influenciaven entre ells, i l'ajust d'un validava l'altre».